# 千姫 (宝塚歌劇)
『千姫』（せんひめ）は宝塚歌劇団によって舞台化されたミュージカル。

## 物語
1929年・雪組宝塚大劇場公演
ある日、千姫は坂崎出羽守の遺児・三郎丸に命を狙われる。ところが、当の本人は恐れる様子もなく、自分は駿府の祖父からも江戸の将軍家からも疎まれているのだと言って酒を飲み続ける。荒らんだ心が癒える間もなく、千姫は徳川天下を願う乳母の笹尾に毒薬を飲まされ、その生涯に幕を閉じるのであった。
1947年・月組宝塚大劇場公演
大坂夏の陣で夫・秀頼を失った千姫は、夫に瓜二つの縫之助を傍近くに召し置いていた。しかし、これが春日の局の耳に入り、局の名代が縫之助を江戸城本丸へと引き取りに来る。戦略結婚の犠牲となった薄幸の女性・千姫と近習・縫之助の悲しいロマンス。
1968年・星組宝塚大劇場公演
歴史上悲劇の人として伝えられている千姫を、恋に生きる強い女性として描く。大坂夏の陣、千姫の命乞いもむなしく夫の秀頼は落城と共に自殺する。本多平八郎をそばにおいて寂しさを紛らわせるが、心の乱れを案じた父により平八郎は国許に帰される。

## 公演記録
雪組公演
- 1929年11月1日 - 11月30日　宝塚大劇場[1]

形式名は「歌劇」、2場。
併演作は『光』、『秘密の扉』、『金平化生退治』、『木曾街道膝栗毛』。
月組公演
- 1947年10月1日 - 10月30日　宝塚大劇場[2]
- 1948年5月5日 - 5月18日　名古屋宝塚劇場[4]
- 1949年10月19日 - 10月28日　浜松[5]、静岡[5]、四日市[5]、宇治山田[5]

宝塚における形式名は「歌劇」で2場。
併演作は宝塚・名古屋が『モン・パリ』、浜松・静岡・四日市・宇治山田が『アロハ・オエ』。
星組公演
- 1968年10月1日 - 10月30日　宝塚大劇場[6]

形式名は「ミュージカル・ロマンス」、16場。
併演作は『7 -セブン-』。

## スタッフ

### 1929年・宝塚大劇場公演（スタッフ）
- 演出[8]：久松一聲
- 音楽[8]：須藤五郎

### 1947年・宝塚大劇場公演（スタッフ）
- 演出[9]：小野晴通
- 音楽[9]：高橋廉
- 装置[9]：矢田清

### 1968年・宝塚大劇場公演（スタッフ）
- 作・演出[6]：菅沼潤
- 作曲[6]：吉崎憲治、十時一夫
- 音楽指揮[6]：野村陽児
- 琴指導[6]：藤原祐川
- 振付[6]：花柳芳次郎、花柳有洸
- 擬斗[6]：市川小金吾
- 装置[6]：石浜日出雄
- 衣装[7]：小西松茂、中川菊枝
- 照明[7]：久保安太郎
- 小道具[7]：上田特市
- 効果[7]：坂上勲
- 録音[7]：松永浩志
- 演出助手[7]：岡田敬二
- 制作[7]：太谷真一

## 主な出演者

### 1929年・宝塚大劇場公演（主な出演者）
- 千姫[1]：初代・有明月子

### 1947年・宝塚大劇場公演（主な出演者）
- 千姫[2]：南悠子
- 縫之助[2]：久慈あさみ

### 1968年・宝塚大劇場公演（主な出演者）
- 千姫[6]：初風諄
- 坂崎出羽守[6]：清川はやみ
- 秀頼[6]、本多平八郎[7]：南原美佐保
- 秀忠[6]：天城月江
- 淀の方[6]：瑠璃豊美
- 家康[6]：水代玉藻
- 島刀兵衛[6]：八洲千浪
- ちょぼ[6]：五十路まり
- 羽鳥鬼次郎[6]：鳳蘭
- 渡槍九郎[6]：安奈淳